# Sven-Erik Skotte

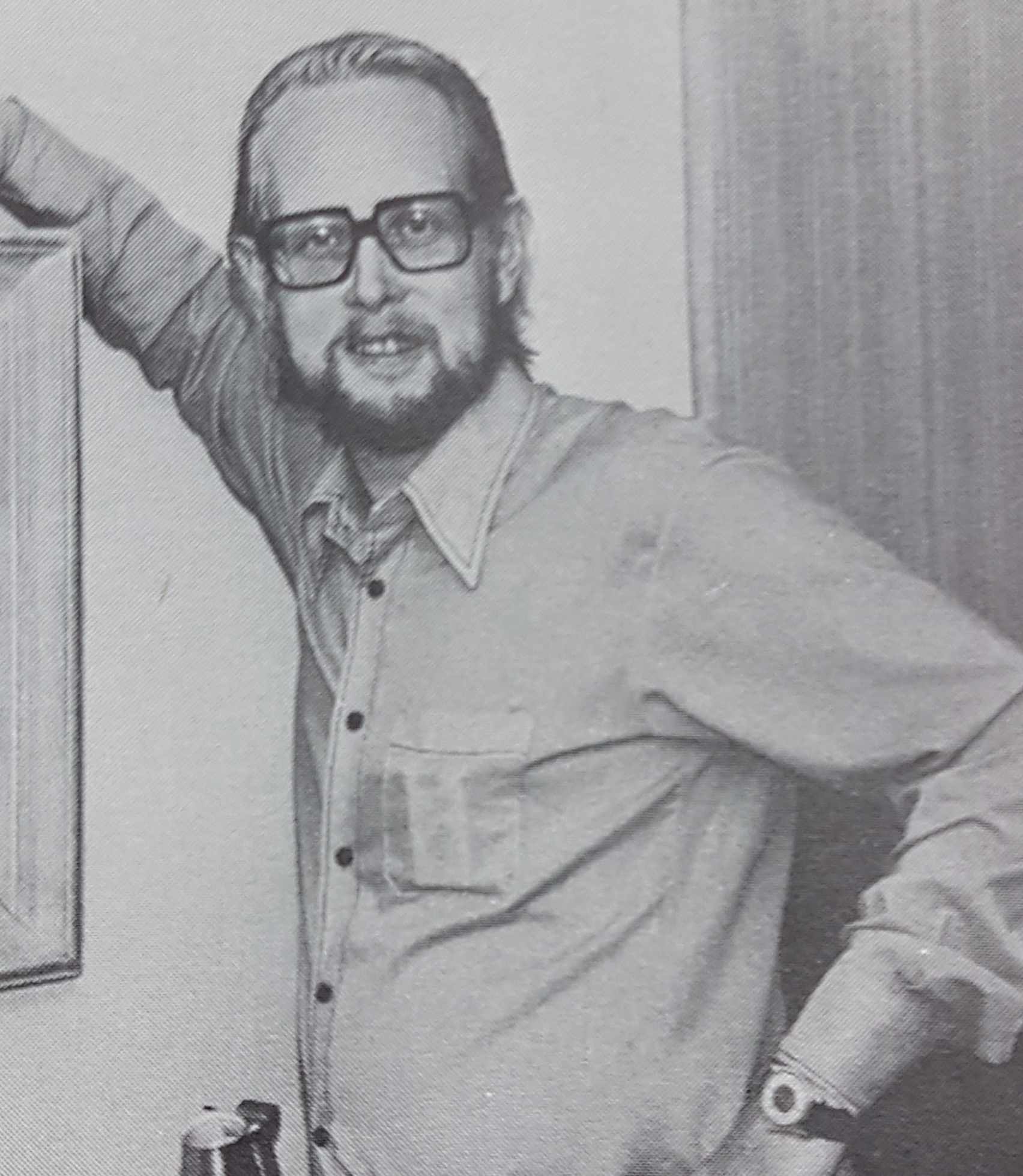
Sven-Erik Skotte

Sven-Erik Skotte, född 12 februari 1939 i Karlstad, död 11 mars 1993 i Nedre Ullerud, Forshaga, var en svensk målare.
Skotte studerade vid Åke Pernbys målarskola i Stockholm och vid Gerlesborgsskolan i Stockholm. Separat har han ställt ut på bland annat Modern konst i hemmiljö i Stockholm, Karlskoga konsthall, Galleri Ullevi i Göteborg, Galleri Mam i Östersund samt i Karlstad, Säffle, Hagfors, Forshaga och Deje. Han har medverkat i samlingsutställningar med bland annat Värmlands konstförening på Värmlands museum sedan 1966, Norra Värmlands konstförenings Höstsalonger i Torsby, Våra Gårdar samt i Arvika, Deje och Hagfors.
Skotte är representerad vid Statens konstråd, Värmlands läns landsting, Stockholms kulturnämnd, Wermlandsbanken, Våra Gårdar, Forshaga kommun och Karlstads kommun.